# 诺福克啄羊鹦鹉
是已滅絕的大型鸚鵡，喙突出。牠們的羽毛呈橄欖褐色，頸部及胸部分別呈橙色及稻草色。牠們生活在諾福克島及菲利普島的岩間及樹頂。牠們是紐西蘭卡卡啄羊鸚鵡的近親。

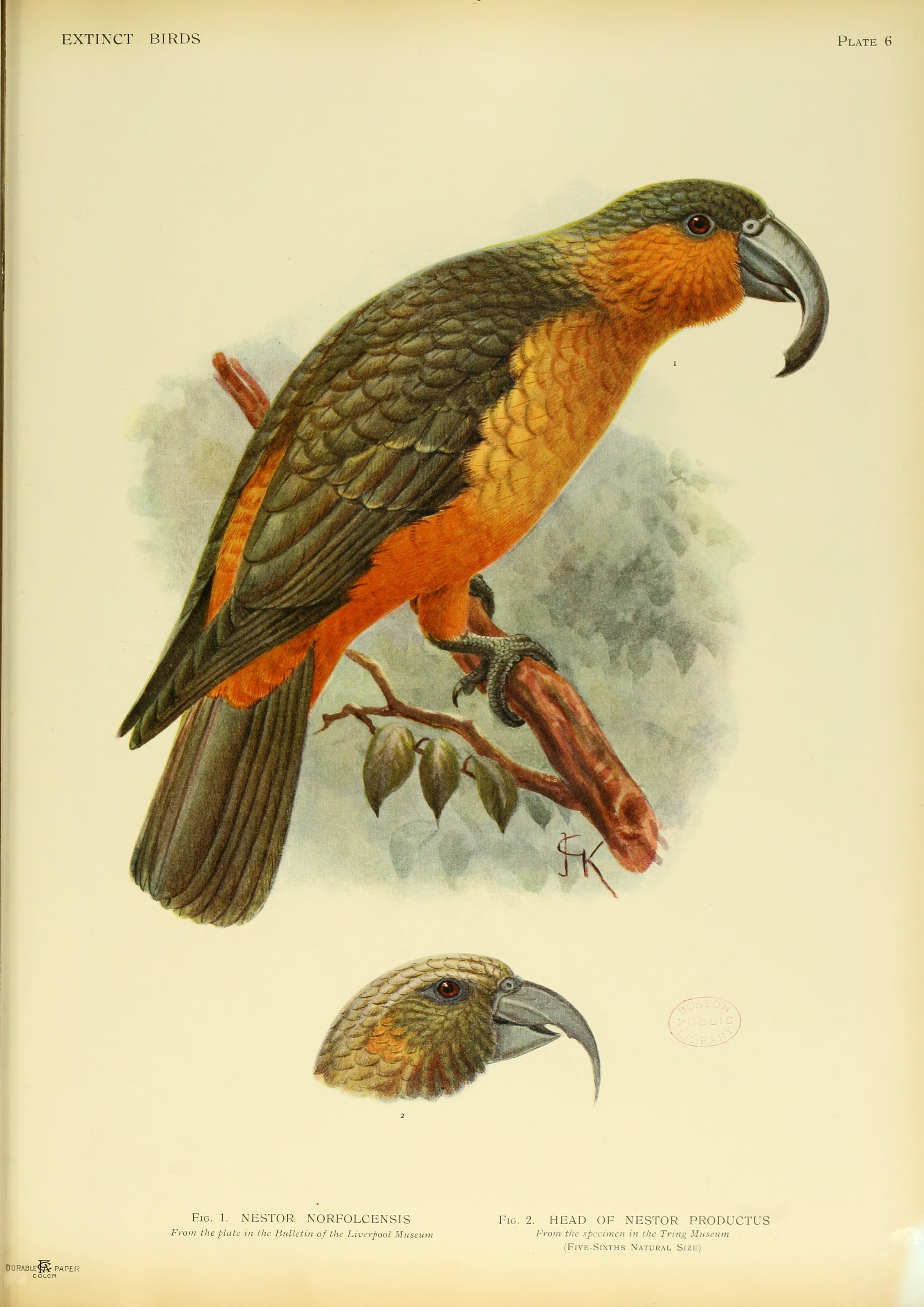
诺福克啄羊鹦鹉。

诺福克啄羊鹦鹉是由詹姆斯·庫克（James Cook）於1774年在諾福克島發現的，並由約翰·雷茵霍爾德·福斯特（Johann Reinhold Forster）及他的兒子福爾斯特（Georg Forster）所描述，正式的描述則是由約翰·古爾德（John Gould）於1836年所進行。牠們被狩獵作為食物或捕捉來作為寵物。自1788年至1814年間，諾福克島成為了流放地，而1825年至1854年間則準備作為殖民地，诺福克啄羊鹦鹉的數目隨之而大大減少。牠們於19世紀初就已經在野外滅絕，於1851年最後飼養的诺福克啄羊鹦鹉亦在倫敦死去。

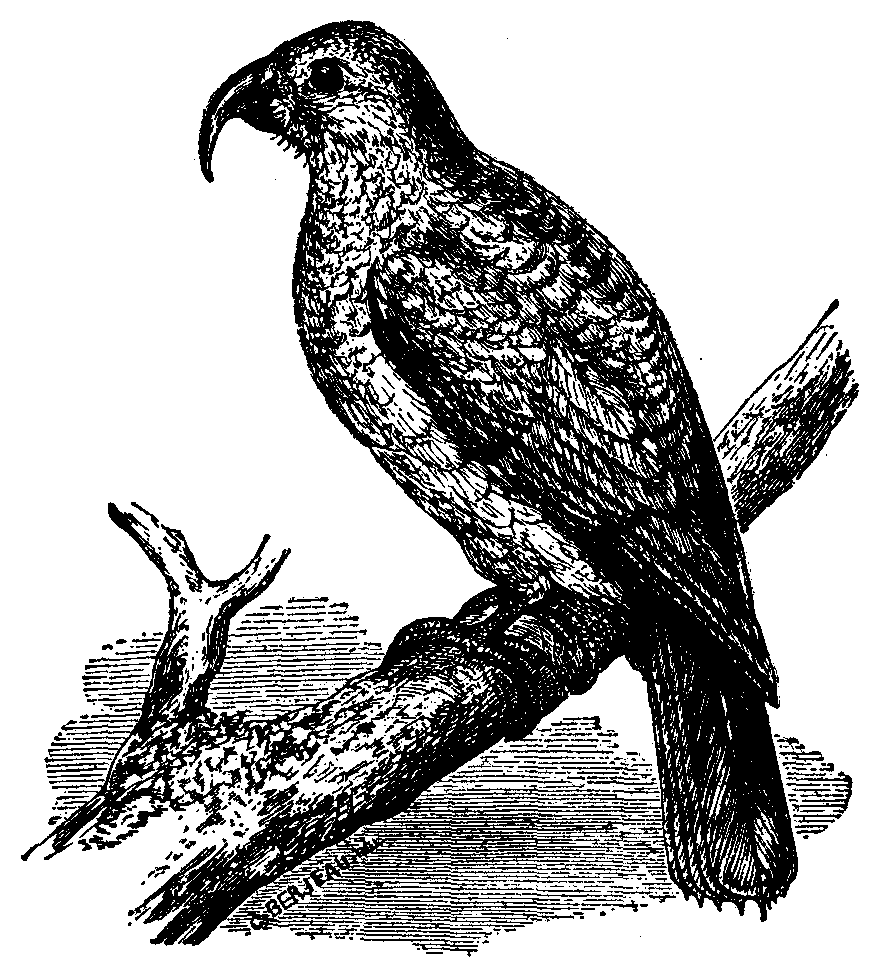
大英博物館內诺福克啄羊鹦鹉標本的圖畫。

## 外部連結
- 卡卡啄羊鸚鵡的立體圖